# Máscaras (documentário)
Máscaras (1976) – título que se refere a caretos, máscaras tradicionais de Trás-os-Montes – é um documentário português de longa-metragem de Noémia Delgado. O filme ilustra rituais seculares do extremo nordeste de Portugal, próprios do Ciclo de Inverno, associados ao solstício e à iniciação dos jovens à idade adulta. É uma das obras representativas do Novo Cinema português no documentário: o uso do cinema directo na prática da antropologia visual.
Estreado a 14 de Junho de 1976 na Biblioteca Nacional de Lisboa.

## Ficha técnica
- Texto: Ernesto Veiga de Oliveira e Benjamim Pereira
- Realização: Noémia Delgado
- Assistentes de realização: Ernesto Veiga de Oliveira e Benjamim Pereira
- Narração: Alexandre O'Neill
- Produção: CPC – Centro Português de Cinema
- Exteriores: Trás-os-Montes
- Locais: Varge, Grijó da Parada, Bemposta. Pondence, Rio de Onor, Bragança
- Fotografia: Acácio de Almeida e José Reynès
- Director de som: Philippe Constantini
- Montagem: Noémia Delgado
- Lab. Imagem: Ulyssea Filme
- Distribuição: IPC - Instituto Português de Cinema
- Formato: 16 mm cor
- Género: documentário etnográfico
- Duração: 116 min.
- Local de Estreia: Biblioteca Nacional (Lisboa) - 14 de Junho 1976

## Sinopse
A preparação e o desenrolar das festas do solstício, festas tradicionais do chamado Ciclo de Inverno nas aldeias de Trás-os-Montes, num ritual em que intervêm os caretos, máscaras tradicionais do extremo nordeste de Portugal.
As festas do Ciclo de Inverno, assinalando o solstício, decorrem entre o Natal e a Quarta-Feira de Cinzas. Fazem parte das Festas dos Rapazes, das de Santo Estevão, do Natal, do Ano Novo e dos Reis. Assinalando o equinócio, abrindo o Ciclo da Primavera, terão lugar as festas do Carnaval e da Quaresma.

## Enquadramento histórico

### a forma
Máscaras, sendo uma obra de antropologia visual, caracteriza-se por denunciar o uso do cinema directo numa aplicação especificamente etnográfica, com vista a produzir um retrato animado – a vida «tal e qual ela é» de determinado grupo social. Isto é: filmar sem manipular, proceder a um registo puro, modelo que Marcel Griaule, um dos pioneiros do filme etnográfico, queria impor, como sendo a única forma possível de fazer cinema etnográfico, ao seu infiel aluno, Jean Rouch, que atrevidamente subverte o princípio, fazendo a câmara intervir no evento filmado.
Máscaras, imagens vistas por olhos que, para fazer cinema, preferem partir do princípio de neutralidade: deixando-se levar por aquilo que vêem, numa espécie de cego enamoramento. O fascínio é envolvente e exige que o olho da câmara nada perca. O fundo determina a forma. Sendo retrato, não havendo narrativa, só poderá ser feito por quadros. Sendo exaustivo, torna-se exigente: importa mais dar a ver que agradar. Quem filma coisas dessas confronta-se com o dever de salvaguardar a memória

### o fundo
A Festa dos Rapazes é um ritual milenar, característico também de várias sociedades tradicionais africanas.
O fundo é o mito do eterno retorno e a forma que ele aqui adopta é a do ciclo agrário que tem por protagonista a Terra Mãe. Mais significativo que isso, porém, é o facto de existirem singulares e inequívocas analogias entre os rituais iniciáticos de Trás-os-Montes e certas máscaras e de velhos ritos africanos, o que indicia a permanência de mitos milenares.
Anunciando a Primavera, tornam-se os caretos protagonistas do novo ciclo, de nova partida para o eterno retorno, pondo-se a agir como agentes fecundantes. São todos machos e encarnam o demónio. Juntam-se em grupo, num grupo onde ninguém manda e onde cada um faz o que lhe apetece. Caretos porque andam de franjinhas de lã, com a cara tapada por uma máscara medonha, vestidos com um capote feito de fitinhas coloridas, a gritar e a pular, atrás das mulheres, com predilecção pelas novas e solteiras. Quando as apanham, dão-lhes pancadinhas, por onde lhes apetece, com um molho de chocalhos ou com bexigas cheias de ar. Morrem de medo as mulheres.
NOTA: Deve entender-se por ciclo fundador do mito do eterno retorno, ao contrário da ideia linear da História introduzida pelo cristianismo, a mundividência própria das sociedades primitivas que, baseando-se na observação empírica dos fenómenos naturais do ano solar e do movimento dos astros, assumia a vida como uma realidade cíclica, dando origem a narrativas e rituais com traços comuns nas populações agrárias arcaicas.

## Festivais
- 17º Festival de Turim (retrospectiva do cinema português - 2007)